# Скала (Яворський повіт)
Скала (пол. Skała) — село в Польщі, у гміні Вондрожі-Великі Яворського повіту Нижньосілезького воєводства.
Населення — 167 осіб (2011).
У 1975-1998 роках село належало до Легницького воєводства.

## Демографія
Демографічна структура станом на 31 березня 2011 року:
|          | Загалом | Допрацездатний вік | Працездатний вік | Постпрацездатний вік |
| -------- | ------- | ------------------ | ---------------- | -------------------- |
| Чоловіки | 79      | 16                 | 54               | 9                    |
| Жінки    | 88      | 18                 | 51               | 19                   |
| Разом    | 167     | 34                 | 105              | 28                   |